# Johann Friedrich Reinert

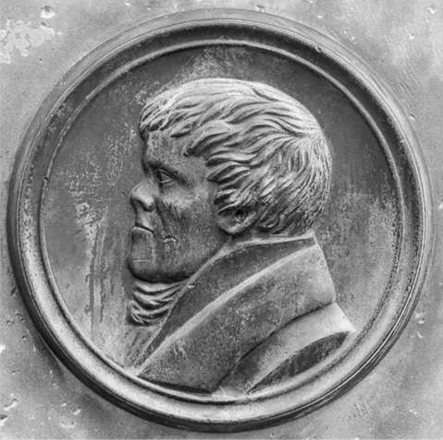

Johann Friedrich Reinert (* 21. Januar 1769 in Unterwüsten; † 19. Mai 1820 in Soest) war ein deutscher Lehrer sowie Rektor des Gymnasiums in Lemgo.

## Leben
Reinert wurde als Sohn der Catharina Ilsabein, geb. Dethards, und des Johann Anton Reinert in Unterwüsten im heute zu Bad Salzuflen gehörenden Ortsteil Wüsten geboren. Die Familie wohnte als Einlieger auf einem Hof im Salzetal.
Als die Eltern in die Nähe Lemgos umzogen, trat der zehnjährige Johann Friedrich in das Lemgoer Gymnasium ein. Hier fand er aufgrund seines Fleißes, seiner starken Begabung und wachsenden Aufgeschlossenheit für die geistige Welt in Rektor Mensching seinen Förderer. Später verließ Reinert Lemgo und studierte bei dem berühmten Philologen Friedrich August Wolf in Halle an der Saale. Nach Beendigung des Studiums widerstand er den Verlockungen eines akademischen Amtes und kehrte in seine lippische Heimat, die ihm „durch nichts ersetzt werden konnte“, zurück.
1797 beendete er seine Tätigkeit als Hauslehrer in einer Braker Familie und trat eine Lehrstelle am Gymnasium an. Als Prorektor erhielt Reinert am 29. April 1797 unentgeltlich das Einkömmlingsrecht der Stadt Lemgo. Das Gymnasium erwarb sich nach seiner Berufung zum Rektor bald einen Ruf, der weit über die Stadt- und Landesgrenzen hinaus reichte.
Törichtes Geschwätz, üble Nachrede und Verleumdung waren Grund dafür, dass sich Reinert in Kirchheide einen Zweitwohnsitz schuf, in den er sich zurückzog und in dem er die notwendige Ruhe genoss. Nach weiteren, vielfältigen Anfeindungen, einem Streit mit dem Rat und der Lemgoer Bürgerschaft verließ er 1819, ohne von Fürstin Pauline in seiner Stellung gehalten werden zu können, seine Heimat Richtung Soest. Neben Heinrich Schierenberg, der spätere Professor und Gymnasialdirektor in Detmold, folgten Reinert 23 seiner Lemgoer Schüler an seine neue Wirkungsstätte am Archigymnasium in Soest.
Friedrich Reinert starb mit nur 51 Jahren einsam und verbittert über seinen unrühmlichen Abschied aus Lemgo am 19. Mai 1820 in Soest.

## Veröffentlichungen
- Gedanken über d. Einfluß einer sittlich religiösen Gesinnung auf ein frommes u. gottseliges Leben, Lemgo, 1807; Dem Andenken des Herrn Rektor Mensching gewidmet. Digitalisat

## Ehrungen

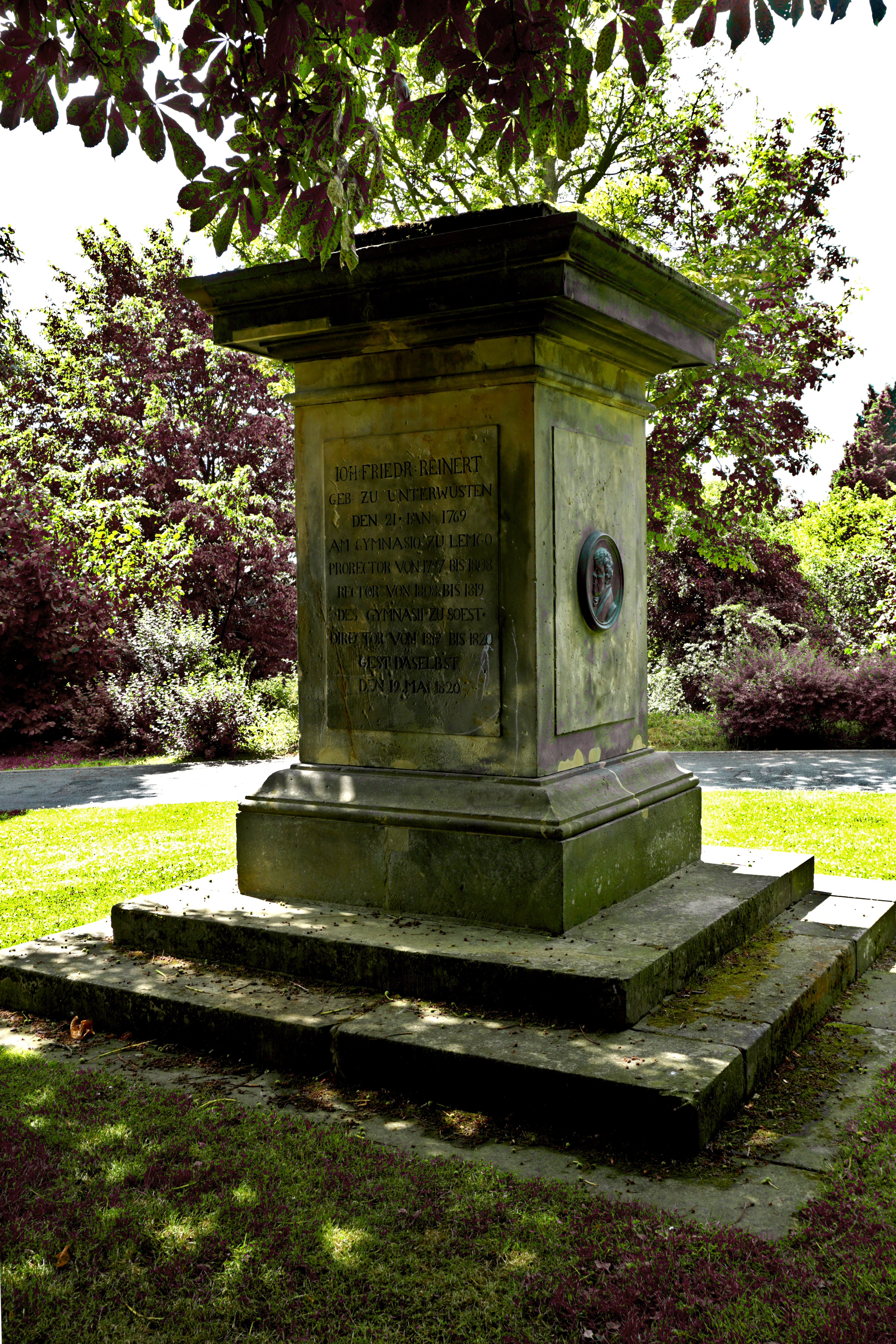
Denkmal am Kastanienwall in Lemgo

Acht Jahre nach seinem Tod erkannten seine ehemaligen Schüler das großartige Wirken ihres Lehrers und setzten ihm zu Ehren am Kastanienwall in Lemgo () ein zweieinhalb Meter hohes, aus weißem Sandstein gefertigtes Denkmal auf  dreistufigem  Unterbau, mit einem Postament, Wulst, Karnies, weitausladendem Gebälk und leerer Plinthe. Das schlichte, klassizistische Lanzengitter um den Stufenunterbau wurde im Zweiten Weltkrieg eingeschmolzen. Die Inschriften lauten:
DEM ANDENKEN * JOH. FRIEDR. REINERTS * SETZTEN * DIESEN STEIN * DANKBARE SCHÜLER * UND * FREUNDE sowie
JOH. FIREDR. REINERT * GEB. ZU UNTERWÜSTEN * DEN 21. JAN 1769 * AM GYNASIO ZU LEMGO * PRORECTOR VON 1797 BIS 1808 * RECTOR VON 1808 BIS 1820 * DES GYMNASII ZU SOEST * DIRECTOR VON 1819 BIS 1820 * GEST. DASELBST * DEN 19. MAI 1820.
In Lemgo ist Reinert zu Ehren die Reinertstraße nach ihm benannt.